# NS 1200 sorozat
Az NS 1200 sorozat egy holland Co′Co′ tengelyelrendezésű 1500 V DC áramrendszerű villamosmozdony-sorozat. Az Nederlandse Spoorwegen üzemelteti. Eredetileg 75 db lett rendelve belőle, de végül csak összesen 25 db készült belőle. Helyettük a francia NS 1100 sorozat lett megvásárolva. Néhány részegysége az amerikai Baldwin gyárban készült. Az NS eladta a sorozat öt tagját (1214, 1215, 1218, 1221 és 1225) a teherszállító ACTS-nek. Ezeket 1999-ben átszámozták 1251–1255 közötti számokra. Az 1201-es, 1202-es és az 1211-es múzeumba került. Jelenleg már csak négy db üzemel a sorozatból.